# 鯖神社
鯖神社（さばじんじゃ）は神奈川県中部の境川中流域、横浜市泉区・瀬谷区、藤沢市北部、大和市南部にかけて12社ある、「サバ」と読む社名を持つ（あるいは過去に持っていた）神社。ただし、12社のうちには現在では神社と見なされない小さな祠が含まれ、神奈川神社庁の神社検索では11社しか確認できない。

## 由来
社により鯖以外に左馬、佐婆、佐波とも表記され、地名にちなむ名に改名したもの（七ツ木神社・飯田神社）もある。祭神は源義朝（9社）もしくは源満仲（3社）（神社合祀等により他の神々を合わせて祀るようになった神社もある）。語源については、源義朝が左馬頭（さまのかみ）だったためともいうが、諸説あり詳細は不明。

## 七さば巡り
古来から7社の鯖神社に参拝し（7社がどの鯖神社を指すかは文献により異なる）息災を祈る「七さば巡り」「七さばまいり」なる風習があったことで知られる。一日でこの七左馬をお参りすることで疱瘡、麻疹（はしか）、百日咳などの悪病除けになるという。「サバ参り」あるいは「相模七左馬」とも言う。

## 各地の鯖神社

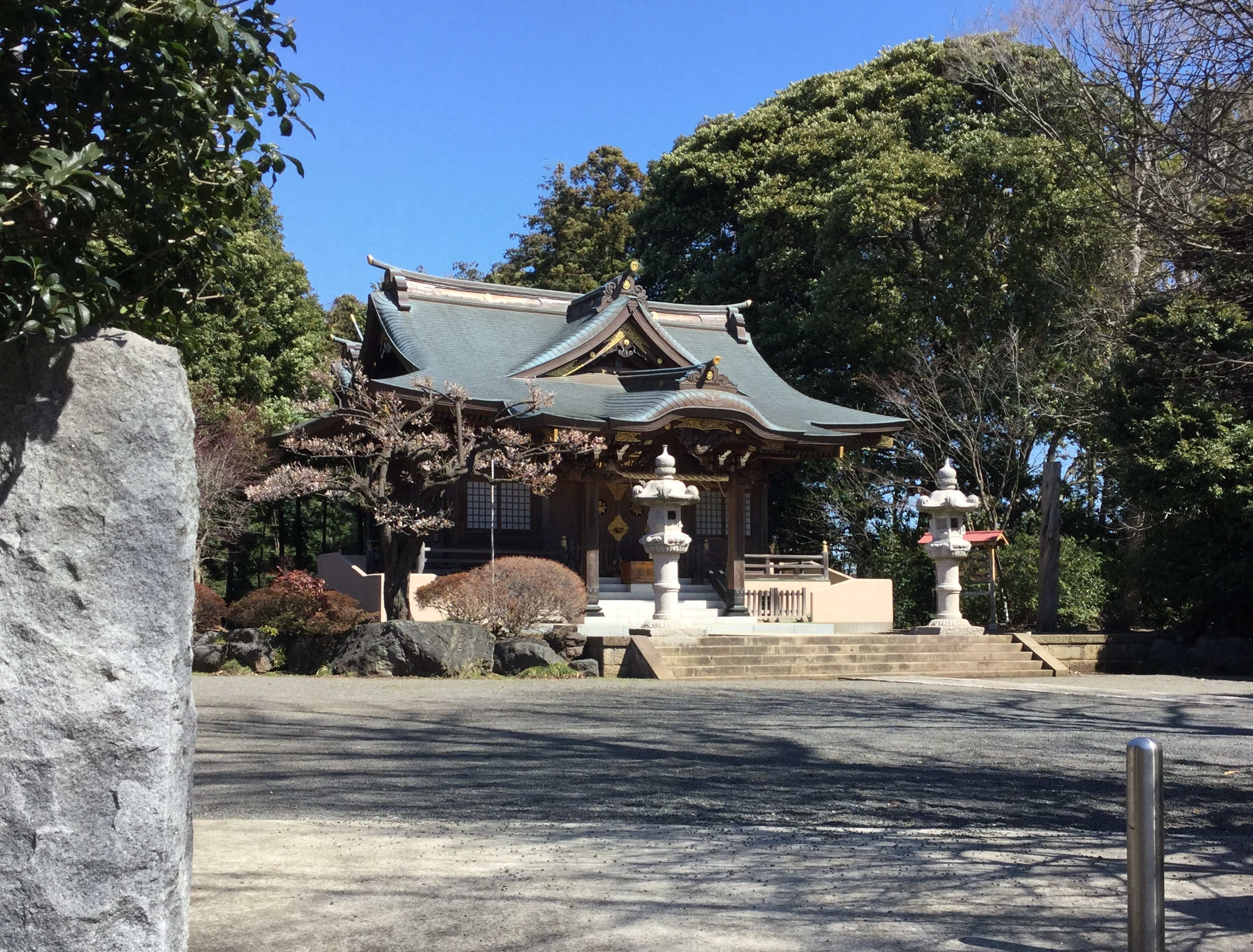
佐波神社（藤沢市石川）

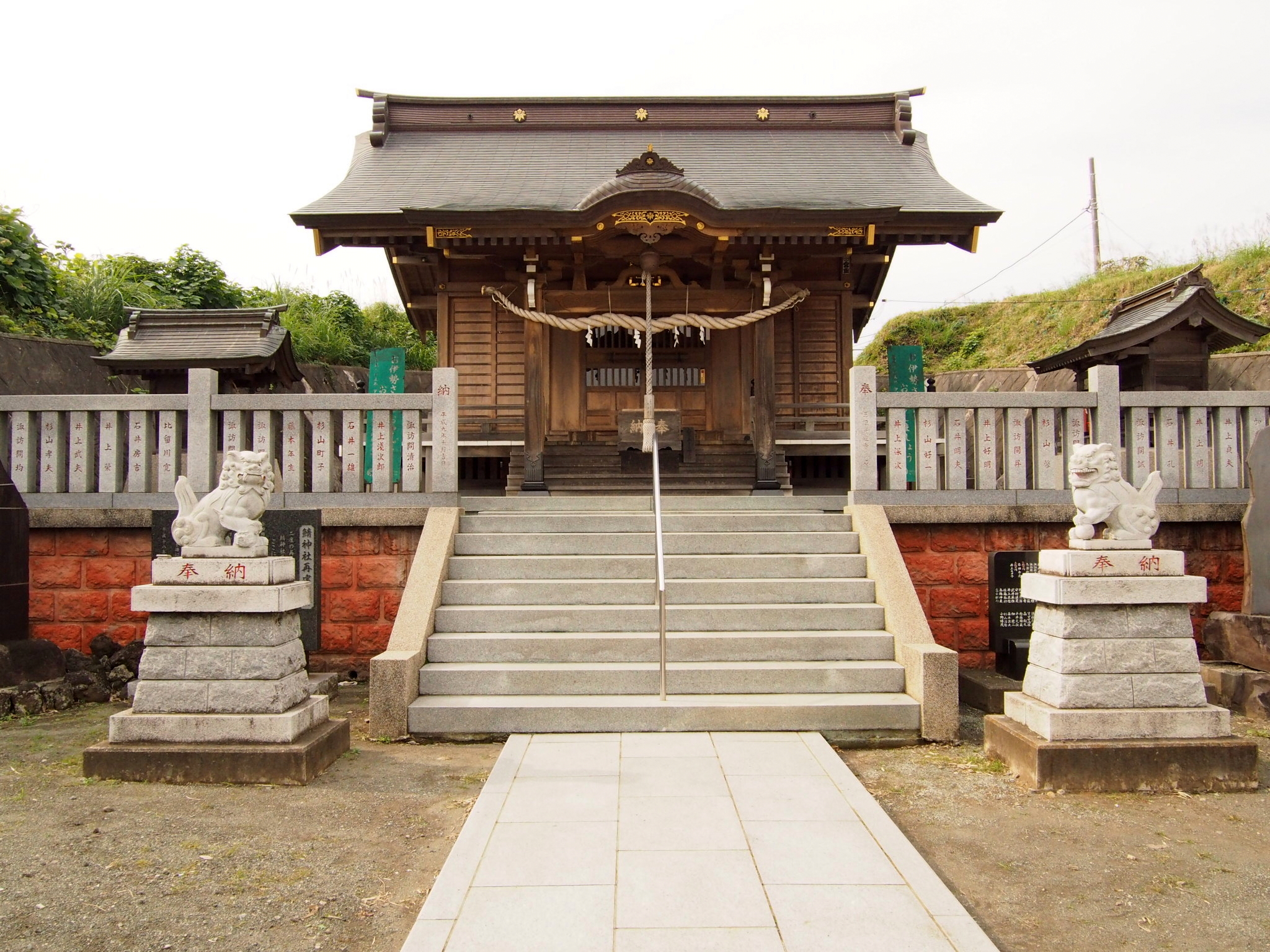
今田 鯖神社 (藤沢市湘南台)

横浜市瀬谷区
左馬社（北緯35度27分46.1秒 東経139度28分39.1秒、橋戸）
横浜市泉区
飯田神社 (北緯35度25分31.1秒 東経139度28分33.3秒、上飯田町)
佐婆神社（北緯35度25分18秒 東経139度29分13.7秒、和泉町）
鯖大明神（北緯35度23分39.5秒 東経139度29分13.9秒、和泉町）
中之宮左馬神社（北緯35度24分35秒 東経139度29分14.9秒、和泉町）
左馬神社（北緯35度24分17秒 東経139度28分43.3秒、下飯田町）
大和市
左馬神社（北緯35度27分7.9秒 東経139度28分28.6秒、上和田）
左馬神社（北緯35度25分56.7秒 東経139度28分13.1秒、下和田）
藤沢市
鯖神社（北緯35度23分48.6秒 東経139度28分28.8秒、湘南台）
佐波神社（北緯35度22分35.2秒 東経139度27分19.7秒、石川）
七ツ木神社（北緯35度24分27.2秒 東経139度28分26.6秒、高倉）
左馬神社（北緯35度22分42.2秒 東経139度29分26.9秒、西俣野）